# ヒーリング運動
ヒーリング運動（英語：Healing Revival、Healing Movements）とは、キリスト教の神癒を強調する聖霊運動。ペンテコステ派から後の雨運動を経てカリスマ運動につながった。
ペンテコステ派のチャールズ・パーハムは、シオンシティ・リバイバルで、神癒を強調した。
フレッド・ボスワース、T.L.オズボーン、スミス・ウィグルワース、オーラル・ロバーツ、キャサリン・クールマンが指導者である。

## 参考書籍
『リバイバルの源流を辿る』尾形守